# 陶寺北墓地
陶寺北墓地，位于山西省临汾市襄汾县陶寺乡陶寺村，2019年10月7日公布为第八批全国重点文物保护单位，分类为古墓葬，时代为东周。